# Полицейский департамент Гуама
Полицейский департамент Гуама (чамор. Dipåttamenton Polisian Guåhan) — правоохранительный орган на территории Соединенных Штатов на Гуаме. Департамент обладает юрисдикцией по всей территории, кроме районов порта, аэропорта и военных баз. Кроме того, полицейский департамент обладает полномочиями над супругами военных на базах, поскольку гражданским лицам не могут быть предъявлены обвинения в соответствии с единым кодексом военной юстиции.

## История
Во время второй мировой войны в декабре 1941 года остров Гуам был захвачен японскими войсками, летом 1944 года японские войска были выбиты войсками США, но до окончания войны здесь действовало военное положение и остров находился под управлением военной администрации США.
Департамент полиции Гуама был создан в 1949 году. До этого функция правоохранительных органов на Гуаме была возложена на ВМФ США, который руководил островной гвардией Гуама, а под контролем гражданских сил находился островной патруль Гуама.

## Современное состояние
Штаб-квартира департамента полиции Гуама имеет здание в Тияне — районе Барригада и управляет четырьмя участками.

## Галерея
- Сержант Фрэнки Э. Смит Милиции, Тумон